# Une mystification
Une mystification (Mystification) est une nouvelle d'Edgar Allan Poe publiée pour la première fois en juin 1837. Traduite en français par Émile Hennequin, elle fait partie du recueil Contes grotesques.